# 天津市第二南开学校
天津市第二南开学校，简称二南开，位于中国天津市和平区南市街道荣安大街167号。第二南开学校，其历史可以追溯至1923年成立的南开女子中学。

## 历史
天津市第二南开学校的历史可以追溯至南开女子中学。1985年，经天津市人民政府批准，学校更名为天津市第二南开中学。2000年，天津市汇文中学并入第二南开中学，后者迁入旧汇文中学校舍。2001年，和平区教育委员会将滨江中学、三十四中和长征中学三校合并，改称汇文中学，位于原第二南开中学甘肃路校舍。2015年，因增设小学部，更名天津市第二南开学校。

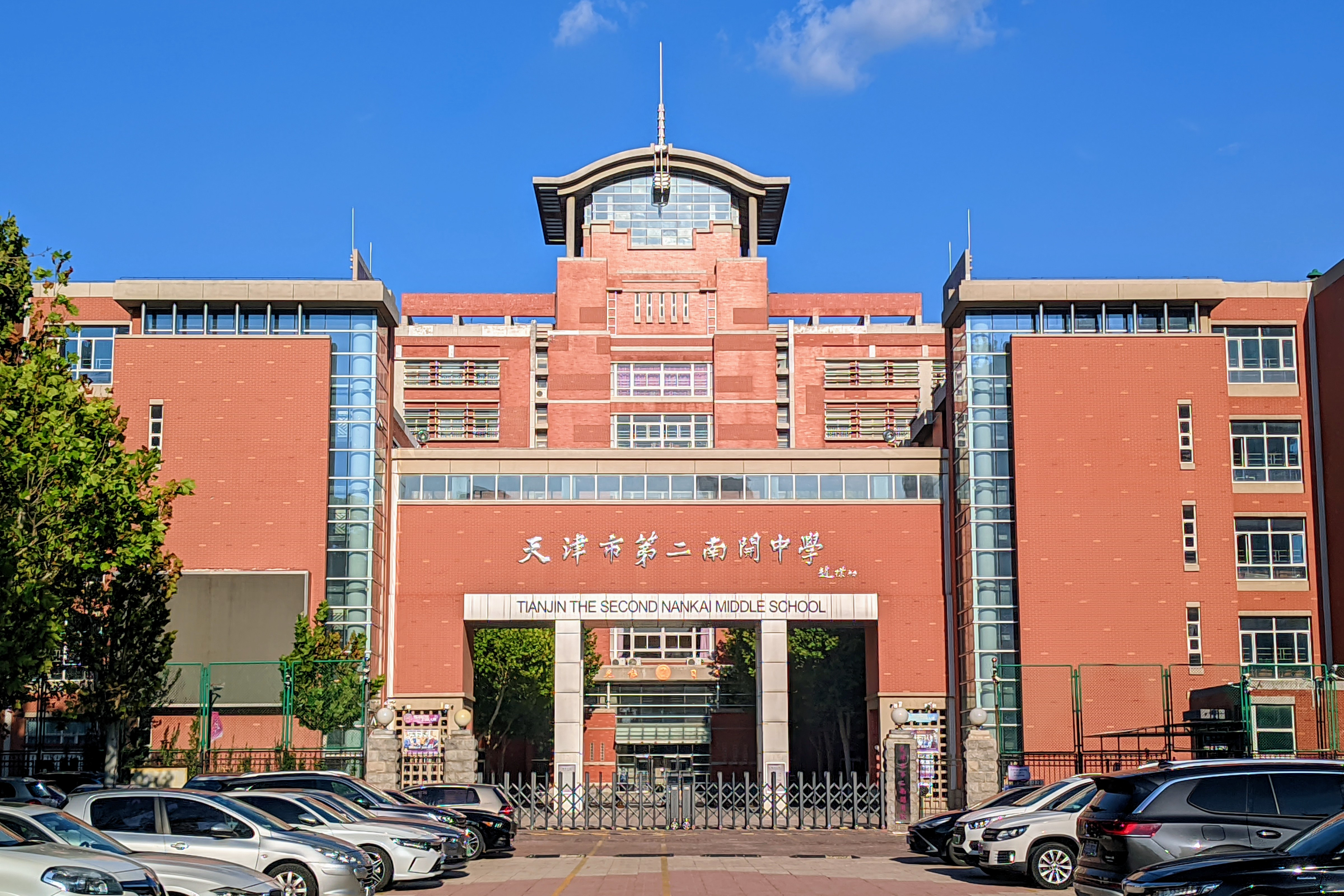
天津市第二南开中学